# Neuenkirchen (Diepholz)
 For alternative betydninger, se Neuenkirchen. (Se også artikler, som begynder med Neuenkirchen)
Neuenkirchen er en kommune i amtet ("Samtgemeinde") Schwaförden i Landkreis Diepholz i den tyske delstat Niedersachsen.
Neuenkirchen ligger syd for Naturpark Wildeshauser Geest omtrent midt mellem Bremen og Osnabrück.